# LEO (Raumsonde)
LEO (Lunarer Erkundungsorbiter) war ein Vorschlag des Deutschen Zentrums für Luft- und Raumfahrt (DLR) für eine unbemannten Forschungsmission zum Mond mit rein deutschen Fabrikaten, welche im Jahr 2012 hätte starten sollte. Die Finanzierung der Mission kam jedoch nicht zustande.
LEO wäre bei planmäßiger Realisierung die erste eigenständige deutsche Mondmission und nach SMART-1 die zweite europäische Mondmission gewesen.

## Missionsplanung
LEO sollte aus zwei Satelliten bestehen. Die Hauptsonde sollte etwa 500 kg wiegen und von einem Subsatelliten mit einem Gewicht von etwa 150 kg begleitet werden. Beide sollten den Mond in der geringen Höhe von 50 km vier Jahre lang umkreisen.
Als erste Mission überhaupt hätte LEO die Anfertigung einer dreidimensionalen, farbigen Karte der gesamten Mondoberfläche ermöglichen sollen. Die für die Aufnahmen vorgesehene HRSC-Kamera sollte ähnlich derjenigen sein, die seit 2003 an Bord der Marssonde Mars Express in Betrieb war. Diese Kamera war vom DLR entwickelt und von EADS Astrium gebaut worden. Weitere geplante Messungen betrafen das Magnet- und Schwerefeld des Mondes sowie seinen oberflächennahen Untergrund, welcher mittels Mikrowellenradar in bis zu mehreren hundert Metern Tiefe erkundet werden sollte. Auch eine Suche nach Anzeichen für Wasser war vorgesehen.
Kooperationspartner sollten die deutschen Firmen EADS Astrium und OHB-Systems sein.

## Absage
Das Vorhaben wurde im Februar 2007 einigen deutschen Parlamentariern und im August 2007 auf dem European Planetary Science Congress vorgestellt.
Die Kosten für das Projekt wurden auf etwa 350 Millionen Euro geschätzt, verteilt auf etwa fünf Jahre. Enthalten waren dabei Planung, Bau, Start und Betrieb eines Mond-Orbiters. Zuständig für die Finanzierung war nicht mehr wie zuvor das Forschungsministerium, sondern das Bundesministerium für Wirtschaft und Technologie unter Michael Glos (CSU).
Im Juli 2008 wurde das Projekt jedoch abgesagt. Zwar erhöhte die deutsche Bundesregierung unter dem Kabinett Merkel I im Haushaltsplan 2009 das Raumfahrtbudget, das zusätzliche Geld floss jedoch in ein Robotik-Zentrum am DLR-Standort Oberpfaffenhofen. Im Zuge der Haushaltskonsolidierung wurden für LEO keine Mittel bereitgestellt.
In einer Deklaration wandten sich zahlreiche namhafte Planetenforscher, wie z. B. Gerhard Neukum, Ralf Jaumann und Tilman Spohn, gegen die Zurückstellung. Es wurde darauf aufmerksam gemacht, dass zahlreiche, wissenschaftlich führende und dennoch in der Mondfahrt relativ unerfahrene Staaten wie Japan, die Volksrepublik China oder Indien vor dem Wissensstandort Deutschland und gesamt Europa einen nicht mehr einzuholenden Vorsprung gewinnen könnten.